# San Pablo (Kalifornia)
San Pablo város az USA Kalifornia államában, Contra Costa megyében. Lakosainak száma 32 127 fő (2020. április 1.).

## Népesség
A település népességének változása:

| 2010 | 29 139 |
| 2020 | 32 127 |